# ارمرفین
ارمرفین (به هلندی: Ermerveen) یک منطقهٔ مسکونی در هلند است که در امن (درنته) واقع شده‌است. ارمرفین ۲۵ نفر جمعیت دارد.